# 卢塞纳-圣乔瓦尼
卢塞纳-圣乔瓦尼（義大利語：Luserna San Giovanni）是意大利皮埃蒙特大区都靈廣域市的一个市镇。总面积17平方公里，人口7739人，人口密度455.2人/平方公里（2009年）。ISTAT代码为001139。

## 友好城市
- 斯洛伐克普列維扎
- 法國萨维讷勒拉克
- 乌拉圭Colonia Valdense